# Alaska (Zeitschrift)
alaska – Zeitschrift für Internationalismus war die von 1977 bis 2004 erscheinende Zeitschrift der Bundeskoordination Internationalismus (BUKO).

## Geschichte
Die Zeitschrift alaska wurde 1977 zusammen mit dem Bundeskongress entwicklungspolitischer Aktionsgruppen (BUKO) gegründet – damals unter dem Namen Forum entwicklungspolitischer Aktionsgruppen. Zunächst war das „Forum“ eher eine Loseblatt-Sammlung, diente der (internen) Diskussion und verstand sich als Presseorgan des BUKO. Die Redaktion wechselte von einer BUKO-Mitgliedsgruppe zur anderen. Seit Anfang der 1990er Jahre gibt es eine feste Redaktion, die aus fünf Redakteuren besteht, mit Sitz in Bremen. Die Artikel werden aber weiterhin von verschiedenen Personen und BUKO-Mitgliedsgruppen verfasst. 1997 wurde das „Forum“ umbenannt in alaska – Zeitschrift für Internationalismus. Dadurch sollte deutlich werden, dass es sich um ein eigenes Projekt handelt und auch Themen über den BUKO hinaus behandelt werden. Dennoch gilt die alaska auch heute noch als eine BUKO-Publikation. In der alaska wurden sozialökologische, antirassistische, postkoloniale und popkulturelle Themen behandelt.

## Inhalt
Jedes Heft bestand aus einem Debatten-Schwerpunkt, es folgten Artikel zu verschiedenen, anderen Themen. Außerdem finden sich im Heft Berichte und Termine aus dem/der BUKO.

## Erscheinen
Die alaska erschien sechsmal im Jahr, die Auflage betrug ca. 1000. Die letzte Ausgabe zum Thema „Biopolitik“ erschien 2005. Seitdem ist aus finanziellen Gründen keine Ausgabe mehr zustande gekommen (Die Zeitschrift hat sich noch nie durch Abos und Verkauf selbst getragen).